# Convenção de Sintra

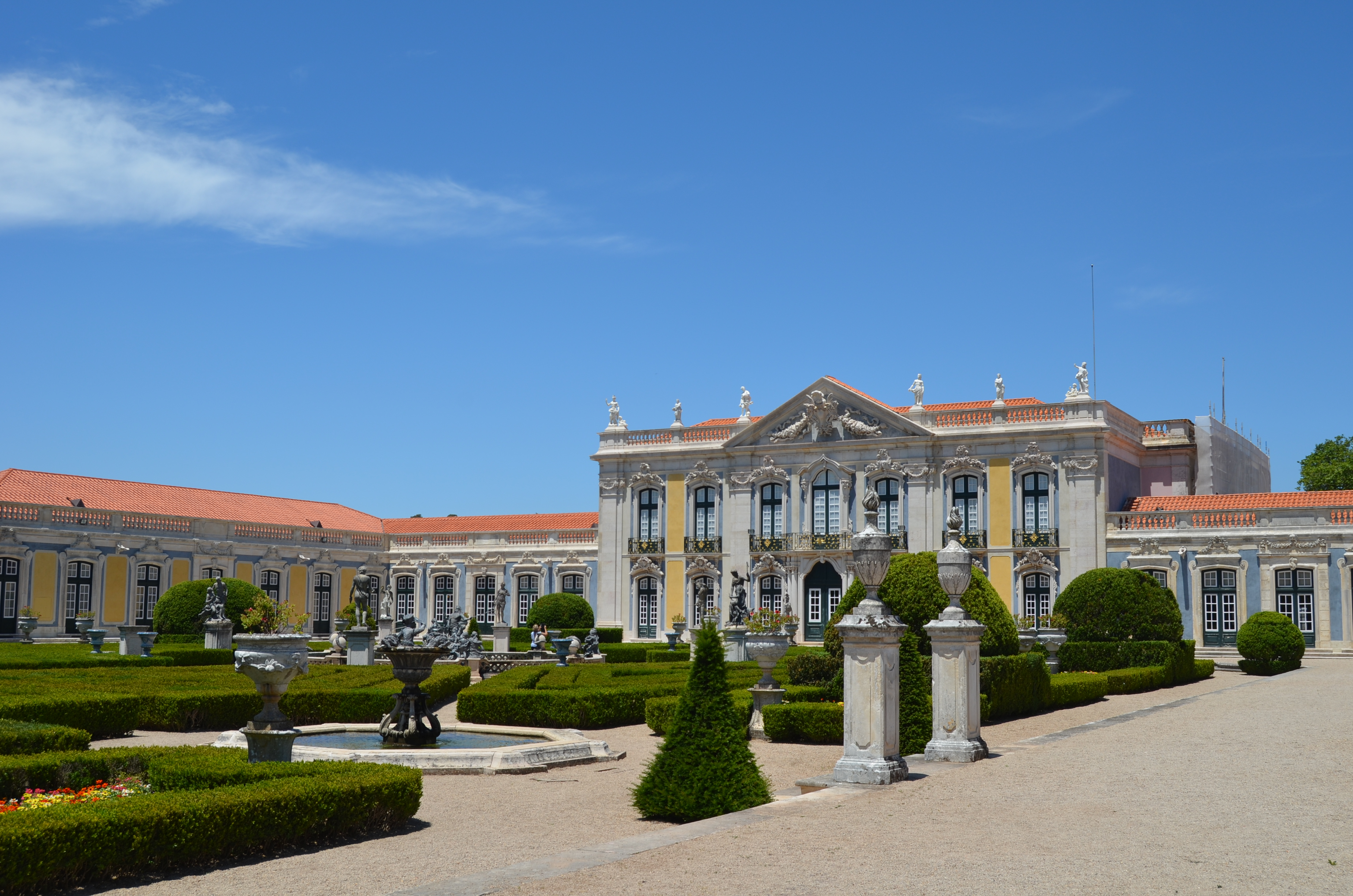
A Convenção de Sintra foi assinada no Palácio de Queluz em 1808.

## Contextualização
Na tarde de 22 de agosto de 1808, depois das sucessivas derrotas do exército francês nas batalhas da Roliça e do Vimeiro, Junot envia o General Kellermann a apresentar-se no quartel-general do exército britânico (então situado na aldeia do Vimeiro), a fim de pedir tréguas. Estas foram concedidas no mesmo dia, sob a forma dum armistício assinado entre o General Wellesley e o General Kellermann, segundo o qual se discutiriam nos dias seguintes as estipulações para um acordo definitivo para a retirada das tropas francesas de Portugal. Entre outras disposições, este armistício estabelecia o rio Sizandro como fronteira entre as tropas britânicas e as francesas, enquanto as tropas portuguesas deveriam ficar atrás da linha entre Leiria e Tomar.
Finalmente, depois de vários dias de discussões, e mantendo-se os exércitos britânico e português atrás das ditas linhas de demarcação, o acordo definitivo foi assinado em Lisboa, a 30 de Agosto de 1808, pelo Quartel-Mestre-General George Murray, da parte do exército britânico, e pelo General Kellermann, da parte do exército francês. No mesmo dia, também em Lisboa, Junot, na qualidade de general-em-chefe do exército francês, ratificou o texto da Convenção, que foi igualmente ratificada, um dia depois, em Torres Vedras, pelo seu homólogo o general-em-chefe Sir Hew Dalrymple, da parte do exército britânico. Em data incerta, mas certamente entre os dias 31 de agosto e 1 de setembro, o texto desta Convenção foi também ratificado pelo Almirante Charles Cotton, da parte da marinha britânica, a bordo do Hibernia, navio de guerra a partir do qual Cotton comandou a esquadra britânica, que bloqueou o porto de Lisboa durante o contexto da chamada Primeira Invasão Francesa. Como se indica, nenhum dos intervenientes assinou ou ratificou a Convenção em Sintra.
O facto de ter ficado conhecida como Convenção de Sintra, havendo inclusive várias hipóteses sobre o sítio onde supostamente teria sido assinada (entre os quais o Palácio de Queluz ou o Palácio de Seteais, deriva de um mal entendido, que surgiu não em Portugal (onde o texto da Convenção tardou muito a tornar-se conhecido) mas sim na Inglaterra, depois do texto da mesma ter sido publicado (a 16 de Setembro de 1808) num número extraordinário do periódico The London Gazette, antecedido não só pelo texto do armistício acima referido mas também por uma carta do General Hew Dalrymple ao governo britânico, datada de 3 de setembro de 1808, quando o quartel-general britânico já tinha passado a Sintra (ou seja, depois da ratificação da Convenção, pois o armistício assinado a 22 de agosto impedia tal movimentação). Assim, como a referida carta de Darlymple foi remetida de Sintra, a Convenção, que provocaria imensas críticas (chegando ao ponto do governo britânico ter de mandar chamar de volta os principais intervenientes para serem questionados por uma comissão de inquérito), passaria a ficar conhecida pela própria imprensa britânica, alguns meses mais tarde, como Convention of Cintra. Inevitavelmente, esta expressão acabou por passar para o mundo lusófono, sobretudo através de muitos textos publicados na imprensa britânica, que foram logo naquela época traduzidos e transcritos no Correio Braziliense, jornal mensal publicado em Londres por Hipólito da Costa.
Em termos militares, o acordo traduzia-se em benefícios mútuos: Junot, sem linhas de comunicação confiáveis com a França, retirava suas tropas sem maiores perdas e em segurança. Os ingleses ganhavam o controle da capital, Lisboa, e da temida linha de defesa da barra do rio Tejo, sem necessidade de combate.
Contudo, apesar de muitas discussões entre os comissários britânicos (Tenente-Coronel Lord Proby e Major-General William Carr Beresford) e o francês (o próprio General Kellermann) que tinham sido nomeados para supervisionarem a execução da Convenção, a forma final deste acordo permitiu que os franceses levassem consigo não só as suas armas e bagagens mas também uma quantidade indeterminada, mas certamente muito grande, de bens saqueados em Portugal. Com este acordo, os franceses ganharam tempo e voltariam a invadir Portugal um ano mais tarde.

## Texto da Convenção

### Convenção Definitiva para a evacuação de Portugal pelo exército francês
Os Generais Comandantes em Chefe dos Exércitos britânico e francês em Portugal, tendo determinado negociar e concluir um Tratado para a evacuação de Portugal pelas tropas francesas, sobre a base do Acordo que se ajustou a 22 deste mês para uma suspensão de hostilidades, nomearam os Oficiais abaixo mencionados para negociar o mesmo em seus nomes, a saber: da parte do General em Chefe do exército britânico, o Tenente Coronel Murray, Quartel-Mestre-General, e da parte do General em Chefe do exército francês, monsieur Kellermann, General de Divisão; aos quais deram autoridade para negociar e concluir uma Convenção para este efeito, sujeita às suas respectivas ratificações, e à do Almirante comandante da frota britânica na foz do Tejo.
Estes dois oficiais, depois de trocarem os seus plenos poderes, concordaram nos artigos que se seguem:
Art. I. Todas as praças e fortes no Reino de Portugal ocupadas pelas tropas francesas serão entregues ao exército britânico no estado em que se encontram no momento da assinatura da presente Convenção.
Art. II. As tropas francesas evacuarão Portugal com as suas armas e bagagem; não serão consideradas como prisioneiras de guerra e, uma vez chegadas à França, terão a liberdade para [voltar a] servir.
Art. III. O Governo inglês fornecerá os meios de transporte para o exército francês, que desembarcará em qualquer um dos portos de França entre Rochefort e Lorient, inclusive.
Art. IV. O exército francês levará consigo toda a sua artilharia de calibre francês, com os cavalos do seu trem, e os [respectivos] carros munidos de 60 balas por peça. Toda a demais artilharia, armas e munições, tal como os arsenais navais e militares, serão entregues ao exército e à marinha britânica no estado em que possam estar no momento da ratificação desta Convenção.
Art. V. O exército francês levará consigo todos os seus equipamentos e tudo o que se compreende debaixo da denominação de propriedade do exército; ou seja, a sua caixa militar e as carruagens agregadas ao comissariado e aos hospitais de campanha; em alternativa, permitir-se-lhe-á negociar, por sua conta, aquela parte da mesma que o Comandante em Chefe julgue desnecessário embarcar. Da mesma forma, todos os indivíduos do exército serão livres para vender a sua propriedade particular, seja qual for, com plena segurança futura para os seus compradores.
Art. VI. Os cavalos da cavalaria serão embarcados, tal como os dos Generais e dos outros oficiais de todas as graduações. É contudo perfeitamente entendido que os meios de transporte dos cavalos à disposição dos comandantes britânicos são muito limitados; poderão conseguir-se alguns transportes adicionais no porto de Lisboa; os cavalos que se embarcarem pelas tropas não excederão o número de seiscentos, e o número embarcado pelo Estado Maior não excederá os duzentos. Em todo o caso, dar-se-á ao exército francês toda a facilidade para negociar os cavalos que lhe pertençam e que não se possam embarcar.
Art. VII. Com o objectivo de facilitar o embarque, este será feito em três divisões, compondo-se a última das quais principalmente pelas guarnições das praças, pela cavalaria, pela artilharia, pelos doentes e pelo equipamento do exército. A primeira divisão embarcará dentro de 7 dias a partir da data da ratificação, ou mais cedo, se possível.
Art. VIII. As guarnições de Elvas e dos seus fortes, bem como as de Peniche e de Palmela, embarcarão em Lisboa; a de Almeida embarcará no Porto ou no ancoradouro mais próximo. Elas serão acompanhadas na sua marcha por comissários britânicos, encarregados de providenciar a sua subsistência e alojamento.
Art. IX. Todos os doentes e feridos que não puderem ser embarcados com as tropas ficam confiados ao exército britânico. Serão cuidados, enquanto permanecerem neste país, às custas do Governo britânico, debaixo da condição da despesa ser paga pela França quando se efectuar a evacuação final. O Governo inglês providenciará o seu regresso para a França, que será feito por destacamentos de cerca de cento e cinquenta ou duzentos de cada vez. Um número suficiente de oficiais médicos franceses ficará para trás para os tratar.
Art. X. Assim que as embarcações utilizadas para levar o exército para a França o tenham desembarcado nos portos especificados, ou em qualquer outro da França para onde as condições do mau tempo as tivessem forçado a dirigir-se, dar-se-ão todas as facilidades para regressarem à Inglaterra sem demora, e com a garantia de não serem capturadas até alcançarem um porto amigável.
Art. XI. O exército francês concentrar-se-á em Lisboa e dentro dum raio de duas léguas de distância da cidade. O exército inglês aproximar-se-á até à distância de três léguas da capital, e colocar-se-á de maneira a manter cerca duma légua de distância entre os dois exércitos
Art. XII. Os fortes de S. Julião, do Bugio e de Cascais serão ocupados pelas tropas britânicas quando se ratificar a Convenção; Lisboa e a sua cidadela [=castelo de S. Jorge], juntamente com os fortes e baterias até ao Lazareto ou Trafaria de uma parte, e até ao forte de S. José de outra parte, inclusive, serão entregues quando embarcar a segunda divisão, tal como será entregue o porto e as embarcações armadas de qualquer tipo, com o seu cordame, velame, mantimentos e munições. As fortalezas de Elvas, Almeida, Peniche e Palmela render-se-ão assim que chegarem as tropas britânicas para ocupá-las. Entretanto, o General em Chefe do exército britânico notificará a presente Convenção às guarnições daquelas praças, tal como às tropas que estão diante delas, para que cessem todas as hostilidades futuras.
Art. XIII. Ambas as partes nomearão comissários para regular e acelerar a execução das disposições acima acordadas.
Art. XIV. No caso de se levantarem dúvidas sobre o sentido de algum artigo, este será explicado a favor do exército francês.
Art. XV. A partir da data da ratificação da presente Convenção, todas as dívidas de contribuições, requisições, ou quaisquer pretensões do Governo francês impostas sobre os súbditos de Portugal, ou sobre outros quaisquer indivíduos residentes neste país, fundadas na ocupação de Portugal pelas tropas francesas no mês de Dezembro de 1807, que não estiverem pagas, ficam canceladas; e remover-se-ão todos os sequestros das suas propriedades móveis ou imóveis, restituindo-se aos próprios donos a liberdade de disporem das mesmas.
Art. XVI. Todos os súbditos da França ou de potências amigáveis ou aliadas à França, domiciliados em Portugal ou acidentalmente neste país, serão protegidos. A sua propriedade de todo o género, móvel ou imóvel, será respeitada, e eles terão a liberdade para acompanhar o exército francês ou para permanecer em Portugal. Em qualquer dos casos, a sua propriedade será garantida, com a liberdade de a reter ou de a vender e passar o seu rendimento para a França ou para qualquer outro país onde queiram fixar a sua residência, sendo-lhes permitido para este fim o prazo de um ano.
É plenamente entendido que os navios ficam fora desta disposição, mas somente até deixarem o porto; e que nenhuma das estipulações acima mencionadas possam servir de pretexto a qualquer especulação mercantil.
Art. XVII. Nenhum português será chamado para prestar contas pela sua conduta política durante o período que o exército francês ocupou este país. E todos aqueles que continuaram no exercício das suas funções, ou aqueles que aceitaram empregos debaixo do Governo francês, ficam debaixo da protecção dos comandantes britânicos; as suas pessoas ou propriedades não sofrerão injúrias, pois não puderam optar entre ser ou não obedientes ao Governo francês; ficarão também em liberdade de se aproveitarem das estipulações do artigo XVI.
Art. XVIII. As tropas espanholas detidas a bordo dos navios no porto de Lisboa serão entregues ao Comandante em Chefe do exército britânico, que se obriga a obter dos espanhóis a restituição daqueles súbditos franceses, tanto militares como civis, que possam ter sido detidos na Espanha, sem serem capturados numa batalha ou em consequência de operações militares, mas sim por ocasião das ocorrências do dia 29 do passado mês de Maio e dos dias imediatamente seguintes.
Art. XIX. Haverá imediatamente uma troca estabelecida de prisioneiros de todas as graduações feitos em Portugal desde que começaram as presentes hostilidades.
Art. XX. Fornecer-se-ão reféns com a graduação de oficiais superiores, tanto da parte do exército e da marinha britânica, como da parte do exército francês, como garantia recíproca da presente Convenção. O oficial do exército britânico será restituído quando se cumprirem os artigos relativos ao exército; e o oficial da marinha, quando se desembarcarem as tropas francesas no seu próprio país. O mesmo será feito pela parte do exército francês.
Art. XXI. Permitir-se-á que o General em Chefe do exército francês mande um oficial à França com a notícia da presente Convenção. O Almirante britânico [Charles Cotton] fornecerá uma embarcação para levá-lo a Bordeaux ou a Rochefort.
Art. XXII. O Almirante britânico será solicitado a acomodar Sua Excelência o Comandante em Chefe e os outros oficiais principais do exército francês a bordo dos navios de guerra [britânicos].
Dado e concluído em Lisboa, a 30 de Agosto de 1808.

George Murray, Quartel-Mestre-General
Kellermann, General de Divisão

Nós, o Duque de Abrantes, General em Chefe do exército francês, temos ratificado e ratificamos a presente Convenção Definitiva em todos os seus artigos, para ser executada de acordo com a sua forma e teor.
O Duque de Abrantes
Quartel-General de Lisboa, aos 30 de Agosto.

## Artigos adicionais à Convenção de 30 de Agosto
Art. I. Os indivíduos com cargos civis no exército [francês] que tenham sido aprisionados pelas tropas britânicas ou pelas portuguesas, em qualquer parte de Portugal, serão restituídos, como habitualmente, sem troca.
Art. II. O exército francês subsistirá através dos seus próprios provimentos até ao dia de embarque; as guarnições, até ao dia da evacuação das fortalezas.
O resto dos provimentos será entregue, na forma usual, ao Governo britânico, que se encarrega da subsistência dos homens e cavalos do exército [francês], desde os períodos acima mencionados até à sua chegada à França, debaixo da condição de serem reembolsados pelo Governo francês pelo excesso da despesa em relação à estimativa, que será feita por ambas as partes a partir do valor dos provimentos entregues ao exército britânico.
As provisões a bordo dos navios de guerra em posse do exército francês serão tidas em conta pelo Governo britânico, do mesmo modo que os provimentos das fortalezas.
Art. III. O General Comandante das tropas britânicas tomará as medidas necessárias para reestabelecer a livre circulação dos meios de subsistência entre o país e a capital.
Dado e concluído em Lisboa, a 30 de Agosto de 1808.

George Murray, Quartel-Mestre-General
Kellermann, General de Divisão

Nós, o duque de Abrantes, General em Chefe do exército francês, temos ratificado e ratificamos os artigos adicionais à Convenção, para serem executados de acordo com a sua forma e teor.
O Duque de Abrantes